# Cueta luteola
Cueta luteola is een insect uit de familie van de mierenleeuwen (Myrmeleontidae), die tot de orde netvleugeligen (Neuroptera) behoort. 
Cueta luteola is voor het eerst wetenschappelijk beschreven door Hölzel in 1972.